# Johann Baptist Lingg von Linggenfeld

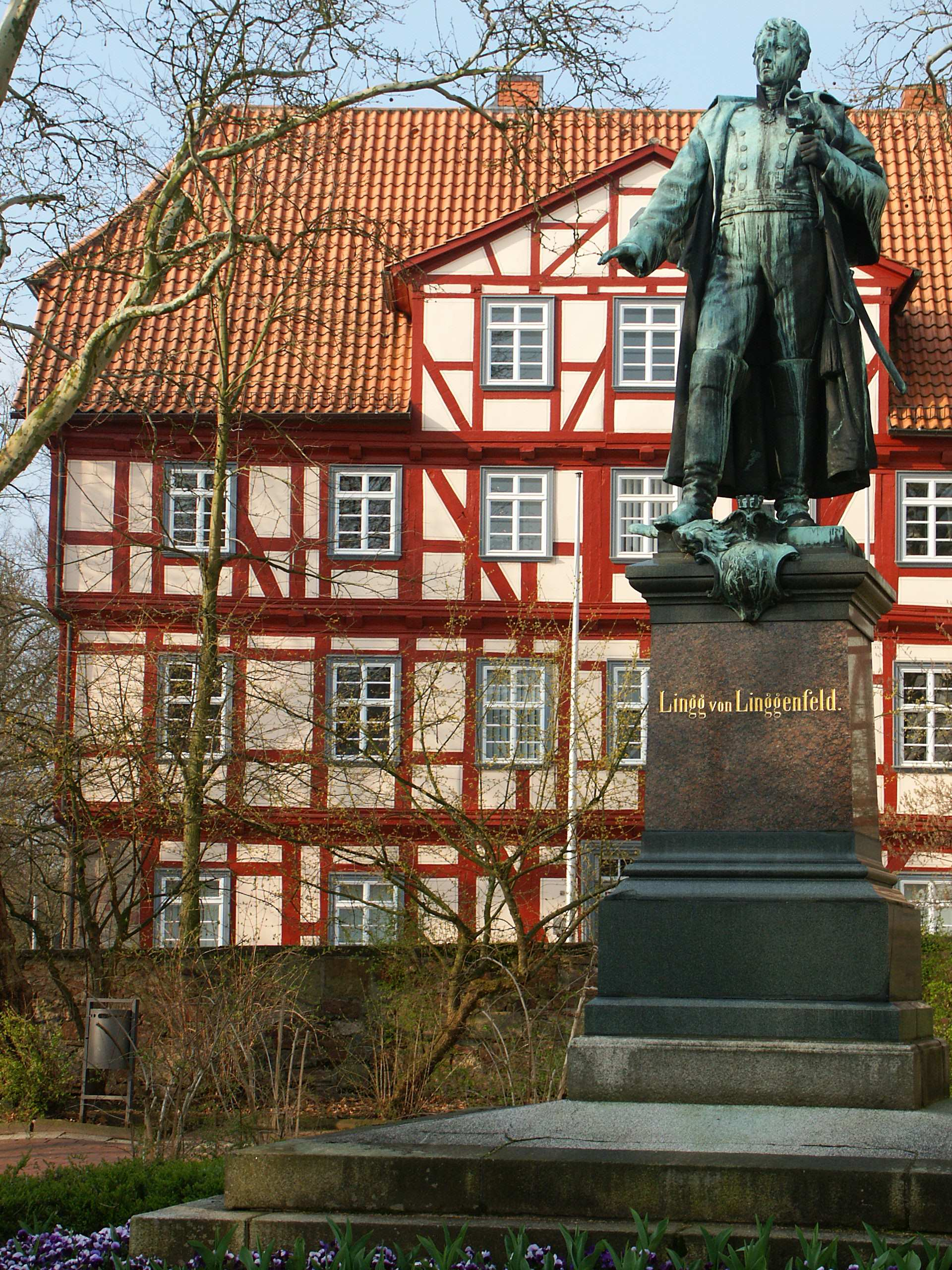
Denkmal für Lingg von Linggenfeld in Bad Hersfeld

Johann Baptist Georg Fidelius Lingk bzw. Lingg, seit 1827 Lingg von Linggenfeld (* 24. April 1765 in Meersburg am Bodensee; † 21. Januar 1842 in Mannheim) war ein badischer Generalleutnant und Chef des Jäger-Bataillons „Lingg“. Er wurde als Beschützer der Stadt Hersfeld vor ihrer Brandschatzung als Strafmaßnahme der Franzosen, in deren Dienst er stand, als „Der Mann von Hersfeld“ bekannt.

## Familie

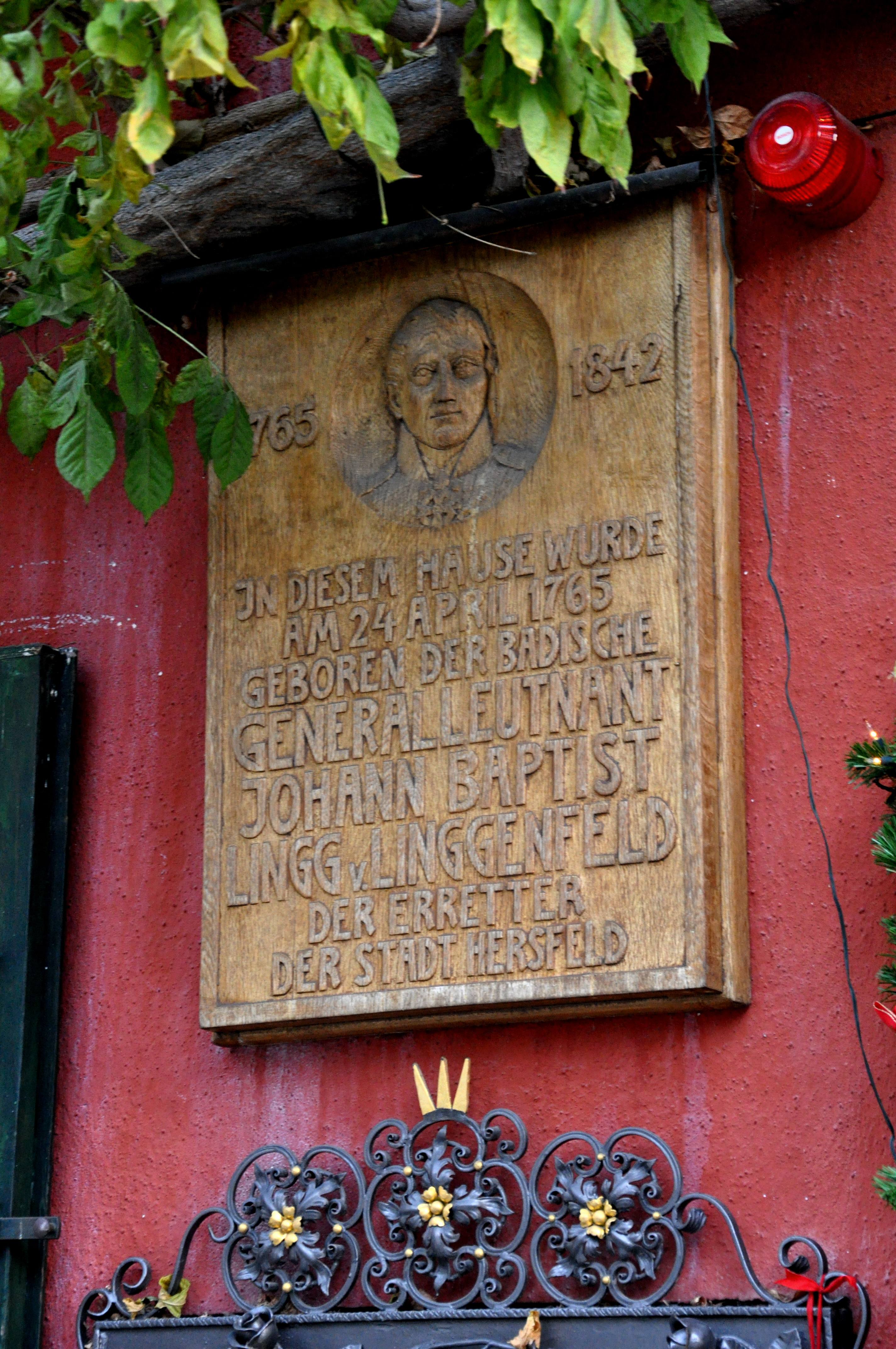
Meersburg, Hotel Löwen, Gedenktafel für Johann Baptist Lingg von Linggenfeld

Er war der Sohn des Georg Lingk, Gastwirt und Inhaber des Hotels Löwen in Meersburg, in dem Johann Baptist geboren wurde und wo heute mit einer Gedenktafel an ihn erinnert wird. Lingk bzw. Lingg wurde am 1. November 1827 in Kassel in den kurfürstlich hessischen Adelsstand mit der Namensmehrung „von Linggenfeld“ erhoben und erhielt kurz darauf, am 30. Dezember, auch die badische Adelsanerkennung.

## Militärischer Werdegang
Lingg besuchte die Lateinschule in Meersburg, bis er im Jahr 1780 als Fahnenjunker die Offizierslaufbahn in der Grenadier-Kompanie des Hochstifts Konstanz einschlug. Zu dieser Zeit war es außergewöhnlich, dass ein Bürgerlicher die Möglichkeit erhielt, Offizier zu werden. 1783 wurde er zum Sekondeleutnant und vermutlich 1790 zum Premierleutnant befördert. Im Ersten Koalitionskrieg (1792–1797) kämpfte Lingg im schwäbischen Kreisregiment „Wolfegg“ gegen die Franzosen. Dieses Regiment wurde 1796 durch französische Truppen geschlagen und aufgelöst. Lingg wurde im gleichen Jahr zum Kapitän befördert und kommandierte nun die Grenadier-Kompanie des Hochstifts Konstanz. Nach Unterzeichnung des Friedensvertrages von Lunéville 1801 wurde das Hochstift Konstanz säkularisiert und der Markgrafschaft Baden zugeschlagen.
Lingg trat nun 1803 in die Badische Armee ein und wurde wenige Monate danach zum Major befördert. Er wurde Stabsoffizier und Kommandeur einer Kompanie des Jägerbataillons in Bruchsal. Zwischen 1805 und 1806 kämpfte Lingg mit seiner Kompanie im Dritten Koalitionskrieg im österreichischen Innviertel. Danach wurde das Jägerbataillon umstrukturiert. Es wurde um zwei Kompanien aufgestockt und hatte nun vier Kompanien mit einer Stärke von 553 Mann. Lingg erhielt die Beförderung zum Oberstleutnant und wurde damit zum Kommandeur des nach ihm benannten Jägerbataillons „Lingg“.
Da Baden dem Rheinbund angehörte, war es mit Napoleon verbündet. Baden war daher am Vierten Koalitionskrieg Frankreichs gegen Preußen beteiligt. Lingg rückte mit seinem Bataillon aber erst nach den ersten großen Schlachten aus und war am 26. Dezember 1806 in Kassel. Zu dieser Zeit kam es zu Unruhen in Kurhessen. So wurde Lingg mit seinem Jägerbataillon nach Eschwege und Hersfeld beordert, um die Lage im Rücken der eigentlichen Front im Griff zu halten. Nachdem es an Weihnachten 1806 in Hersfeld bei der Einquartierung von napoleonischen Truppen zu einem Aufruhr gekommen war, gab Napoleon den Befehl, die Stadt an allen vier Ecken anzuzünden und zu plündern. Lingg führte den ersten Teil des Befehls wortwörtlich aus und ließ vier einzeln stehende Gebäude am Stadtrand anzünden, die ohne Schaden für den Rest der Stadt abbrannten. Die Plünderung verhinderte er durch eine Ansprache an seine Soldaten (Näheres zu den Unruhen in Hersfeld, siehe: Geschichte der Stadt Bad Hersfeld).
Nach den Ereignissen in Hersfeld marschierte Lingg mit seinem Bataillon nach Vacha. Von dort zog es Mitte Mai 1807 weiter nach Pommern, wo Linggs Truppen an den dortigen Kämpfen teilnahmen. Im Dezember 1807 zog Lingg nach Heidelberg in die neue Garnison seines Bataillons. Lingg wurde am 21. Dezember zum Oberst befördert und mit dem Ritterkreuz des Militär-Karl-Friedrich-Verdienstordens ausgezeichnet. Als Lingg Anfang 1808 beim Großherzog Karl Friedrich vorstellig wurde, um sich für die Beförderung zu bedanken, soll ihn dieser mit den Worten empfangen haben: „Der Mann von Hersfeld“. Dieser Ausspruch wurde damals zu einem geflügelten Wort und Ausdruck der patriotischen Gesinnung im Deutschen Reich. Am 19. September 1808 wurde er in die Freimaurerloge „Carl zur guten Hoffnung“ in Heidelberg aufgenommen.
Im fünften Koalitionskrieg war Lingg in Österreich eingesetzt und wurde in der Schlacht bei Wagram leicht verletzt. Im Jahr 1810 wurde das Bataillon zum Leichten Infanteriebataillon „Lingg“ umgegliedert und nach Freiburg verlegt. Nach der Ernennung zum Generalmajor wurde Lingg Stadtkommandant von Freiburg. Dort wurde er 1812 Ehrenbürger.

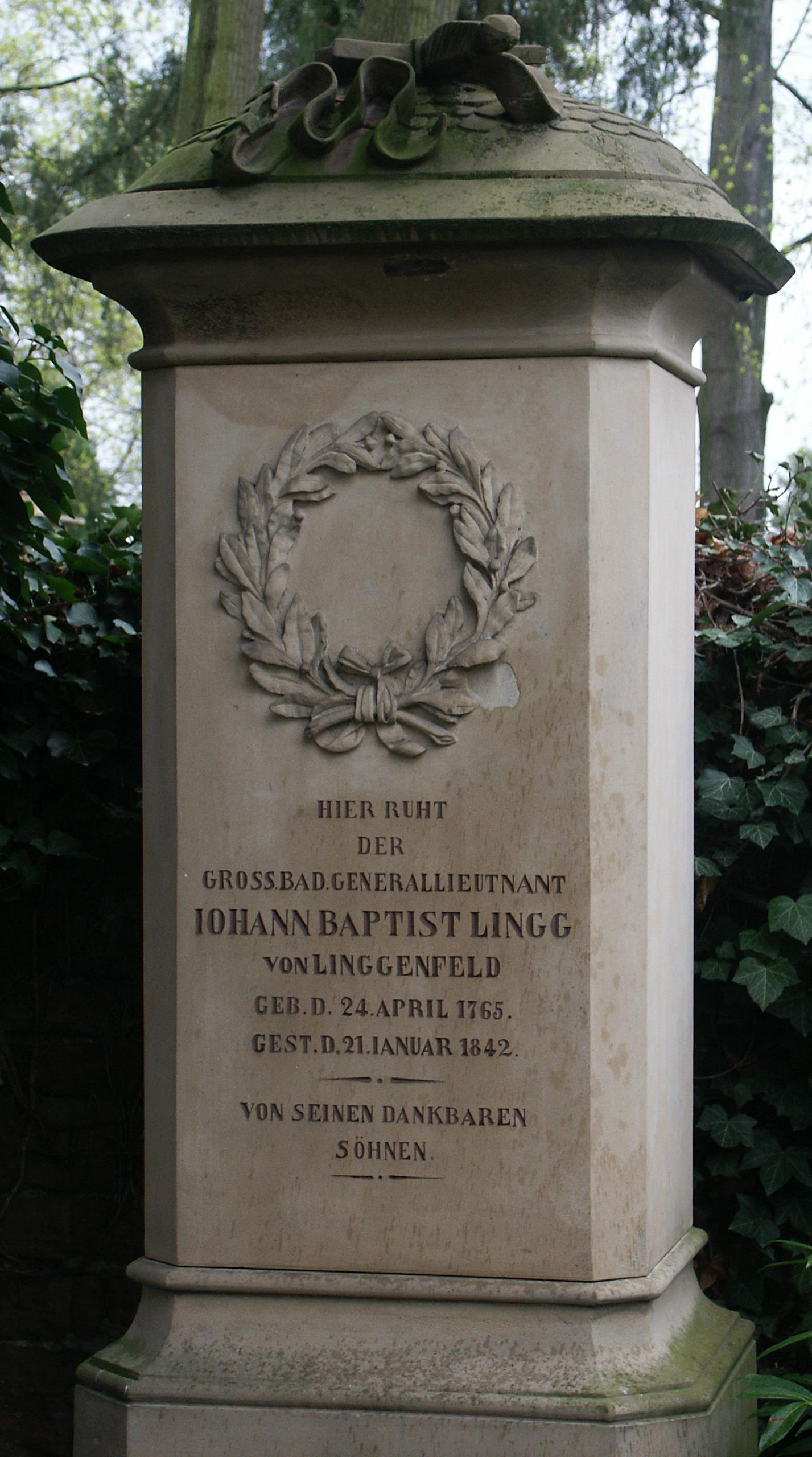
Grabstein Linggs von Linggenfeld auf dem Mannheimer Hauptfriedhof

Im sechsten Koalitionskrieg zog das badische Korps mit dem Infanteriebataillon „Lingg“ gegen Russland bis nach Smolensk. Auf dem Rückzug über die Beresina wurde Lingg verwundet. Das gesamte badische Korps bestand im Rückzugsgebiet Preußen nur noch aus 41 Mann. Sie wurden Lingg nach Glogau überführt, wo badische Ersatztruppen lagen. Danach reichte er seinen Abschied ein und verließ am 16. März 1813 die Armee als Generalleutnant.
Am 28. April 1819 bekam er wegen seines couragierten Verhaltens in Hersfeld vom hessischen Kurfürsten Wilhelm I. das Großkreuz des Hausordens vom Goldenen Löwen und wurde am 1. November 1827 durch Wilhelm II. mit dem Prädikat „von Linggenfeld“ in den erblichen Adelsstand erhoben. 1831 erhielt er das Großkreuz des badischen Ordens vom Zähringer Löwen.
Lingg lebte bis 1821 in Karlsruhe, bis er mit seiner Familie nach Mannheim umzog (er kaufte das Haus L2, 2 in den Quadraten). Dieser Umzug hing vermutlich damit zusammen, dass die Witwe des Großherzogs, Stéphanie de Beauharnais, ihre Residenz im Mannheimer Schloss nahm. Lingg starb im Jahr 1842 in Mannheim und wurde auf dem alten katholischen Friedhof begraben. Als der Mannheimer Hauptfriedhof entstand, wurde er im Jahr 1844 dorthin umgebettet. Sein Grab ist bis heute erhalten geblieben.

## Nachleben
Der Vorgang in Hersfeld wurde bald im ganzen Reich bekannt. Verschiedene Künstler griffen dieses Thema auf, Dichter und Autoren schrieben davon. Bis in unsere Zeit ist eine Erzählung bekannt, die Johann Peter Hebel im Jahr 1808 veröffentlichte. Sie heißt Der Kommandant und die Jäger in Hersfeld, die im Kalender des rheinländischen Hausfreundes veröffentlicht wurde.
Die Hersfelder ehrten ihren Retter im Jahr 1857, als sie den Platz, auf dem Lingg zu seinem Bataillon gesprochen hatte, nach ihm benannten. Auf einer Seite des Linggplatzes befand sich der alte Gerichtsplatz der Abtei Hersfeld. Hier wurde im Jahr 1896 sein Denkmal errichtet.
Im Jahr 1859 wurde das von Josef Rank geschriebene Theaterstück Der Mann von Hersfeld uraufgeführt. Auf diesem Theaterstück basiert der Film Johann Baptiste Lingg (der Film wurde auch mit dem Titel Unter der Fremdherrschaft der Franzosen gezeigt), der am 24. August 1920 im Marmorhaus am Kurfürstendamm erstaufgeführt wurde. Die Hauptdarsteller waren Irmgard Bern und Carl Auen. Der Stummfilm wurde im Jahr 2006 restauriert und in der digitalisierten Form mit neu komponierter Musik von Helgo Hahn untermalt. Ebenfalls entstand in dieser Zeit eine literarisch erzähltes Hörspiel (Produzent: Sven M. Schreivogel, Autor: Martin Schülbe unter dem Pseudonym Klaus Rhenanus), mit dem gleichen Titel wie der Film.
Die 1816 in Hersfeld gegründete Freimaurerloge „Zum edlen Bruderverein“ benannte sich 1892 in „Lingg zur Brudertreue“ um; sie existiert noch heute unter diesem Namen.
Die Ereignisse in Bad Hersfeld jährten sich am 20. Februar 2007 zum 200. Mal. Der in Bad Hersfeld erscheinende Kreisanzeiger begleitete diesen Jahrestag und lobte erstmals (und danach nie wieder) den Lingg-Preis für Zivilcourage unter der Schirmherrschaft des Bürgermeisters aus. Er stellt eine kupferne Flamme dar, die aus einem Sandstein emporsteigt – ein Symbol für die Verschonung der Stadt vor dem Feuer. Überreicht wurde der Preis an zwei Männer (Heinrich Jeda und Viktor Ljazewitsch), die einen Täter auf der Flucht stoppten, der kurz zuvor seine ehemalige Ehefrau angegriffen und schwer verletzt hatte.

## Denkmal
Das Denkmal in Bad Hersfeld, das Lingg von Linggenfeld barhäuptig in zeitgenössischer Uniform mit Mantel und Säbel, den Blick in die Ferne gerichtet, darstellt, wurde am 8. November 1896 enthüllt. Das Standbild schuf der Berliner Bildhauer Felix Goerling; es wurde in Gladenbeck's Broncegießerei, Inh.: Walter und Paul Gladenbeck in Friedrichshagen im Bronzeguss hergestellt.

## Verfilmung
Sein Leben wurde 1920 von Arthur Teuber 1920 mit Carl Auen in der Titelrolle unter dem Titel Johann Baptiste Lingg verfilmt.